# Vera Karali
Vera Alekséievna Karali (27 de julio de 1889 – 16 de noviembre de 1972) fue una destacada bailarina, coreógrafa y actriz cinametográfica rusa, activa en los años del cine mudo.

## Inicios. Carrera

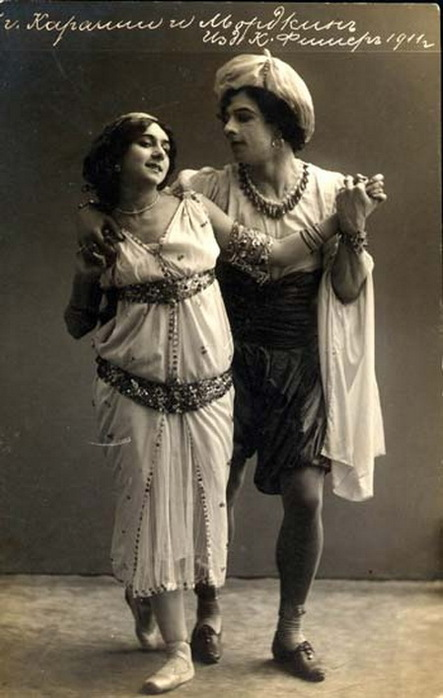
Vera Karali y Mijaíl Mordkin, 1911

Nacida en Moscú, Rusia, Karali se graduó en la Escuela de Teatro de Moscú en 1906, tras estudiar bajo la dirección de Aleksandr Gorski. Karali actuó en la compañía de Ballets Rusos de Serguéi Diáguilev en 1909, así como en 1919 y 1920. Además, fue solista del Teatro Bolshói, y bailarina en 1915, emparejándose con frecuencia con el bailarín Mijaíl Mordkin.
En 1914, Karali también se embarcó en una exitosa carrera interpretativa, convirtiéndose en una de las primeras actrices cinematográficas de fama de Rusia. Su primer papel llegó en el drama de 1914 dirigido por Piotr Chardynin Ty pómnish' li? (¿Te acuerdas?), en el que trabajaba el actor Iván Mozzhujin. Desde 1914 a 1919, Vera Karali actuaría en aproximadamente dieciséis filmes mudos rusos, entre ellos la adaptación llevada a cabo en 1915 de la obra de León Tolstói Guerra y paz y titulada en ruso Voiná i mir. Su última actuación para el cine tuvo lugar en la película alemana Die Reiche einer Frau (1921). A menudo elegida como primera actriz por el destacado director Yevgueni Bauer, Karali es posiblemente más recordada por su actuación en la adaptación que Bauer dirigió de la novela de Iván Turguénev Posle smerti (Después de la muerte, 1915), y por su papel de Gizella en el melodrama de 1917 La muerte del cisne (Umiráyuschi lébed) que hace referencia a la pieza de ballet La muerte del cisne.

## Muerte de Rasputín
Karali fue amante de Demetrio Románov, y habría sido partícipe en la conspiración que en diciembre de 1916 acabó con el asesinato de Grigori Rasputín. Supuestamente fue una de las dos mujeres presentes en el palacio de Félix Yusúpov en la noche de la muerte de Rasputín. La otra era Marianne Pistohlkors. Sus supuestos compañeros de conspiración nunca identificaron a las dos mujeres.

## Exilio
Tras huir a Occidente a causa de la revolución rusa, Karalli hizo su última actuación en el cine en el film alemán de 1921 dirigido por Robert Wiene Die Rache einer Frau, en el que trabajaban Olga Engl y Franz Egenieff.
En 1920, Karalli participó en un gran concierto benéfico llevado a cabo en el Ópera Garnier, y en el que, entre otros artistas, intervenía la cantante de ópera y bailarina María Kuznetsova, con el fin de recoger fondos a favor de los empobrecidos inmigrantes rusos.
En los años 1920, Vera Karalli enseñó danza en Kaunas, Lituania, y desde 1930 hasta 1935 dirigió el ballet de la Ópera Rumana en Bucarest. Durante unos años, desde 1938 hasta 1941, vivió en París, Francia, asentándose finalmente en Viena, Austria, donde enseñó ballet.
Vera Karalli falleció en Baden bei Wien, Austria, en 1972.

## Filmografía
- 1914: Ty pómnish' li?
- 1914: Sorvanéts
- 1914: Jrizantemy (Crisantemos)
- 1915: Posle smerti
- 1915: Voyná i mir
- 1915: Natasha Rostova
- 1915: Teni grekha
- 1915: Obozhzhenniye krylya
- 1915: Lyubov statskogo sovetnika
- 1915: Schastye vechnoy nochi
- 1915: Drakonovskiy kontrakt
- 1916: Grif starogo bortsa
- 1917: Korol Parizha
- 1917: La muerte del cisne (Umiráyuschi lébed)
- 1917: Nabat
- 1918: Mechta i zhizn
- 1919: La Nuit du 11 septembre
- 1921: Die Rache einer Frau

- La muerte del cisne, film de Yevgueni Bauer (1917)